# Drahenice
Drahenice es una localidad situada en el distrito de Příbram, en la región de Bohemia Central, República Checa. Tiene una población estimada, a principios de 2022, de 150 habitantes.
Está ubicada al suroeste de la región y de Praga, cerca del río Litavka —un afluente derecho del río Berounka, que, a su vez, es afluente izquierdo del Moldava— y de la frontera con las regiones de Pilsen y Bohemia Meridional.